# 237277 Nevaruth
237277 Nevaruth este un asteroid din centura principală de asteroizi.

## Descriere
237277 Nevaruth este un asteroid din centura principală de asteroizi. A fost descoperit pe 5 decembrie 2008 la Tooele de Patrick Wiggins (astronom). Asteroidul prezintă o orbită caracterizată de o semiaxă mare de 3,04 ua, o excentricitate de 0,17 și o înclinație de 1,7° în raport cu ecliptica.